# Firmiana kwangsiensis
Firmiana kwangsiensis là một loài thực vật có hoa trong họ Cẩm quỳ. Loài này được H.H.Hsue mô tả khoa học đầu tiên năm 1977.